# Danilovgrad
Danilovgrad (srbsky Даниловград) je město ve střední části Černé Hory. Je centrem stejnojmenné opštiny s 18 472 obyvateli, přičemž v roce 2011 žilo v samotném Danilovgradu 5 156 obyvatel. Nachází se v údolí řeky Zeta, na jejím pravém břehu a na hlavní silnici spojující druhé největší černohorské město Nikšić s hlavním městem Podgoricí.
Ve městě se nacházejí kasárny Černohorské armády.

## Historie
Město založil v roce 1870 černohorský král Nikola I. Petrović-Njegoš. Název dostalo podle jeho předchůdce, knížete Danila II. Historicky spadá do regionu Bjelopavlovići. První zmínka o vesnici, která se nacházela v místě dnešního města, pochází z 4. srpna 1411 a dokument je zachován v historickém archivu města Dubrovníka.
Město bylo poprvé ve své moderní podobě zaznamenáno na tureckých mapách v roce 1876. Nové obyvatele se mu podařilo získat především díky mostu přes řeku Zetu, který nesl název po Vojvodovi Mirkovi. Město bylo založeno jako plánované nové hlavní město Černé Hory. Získalo plánovanou síť ulic, kterou navrhl stavitel Dragiša Milutinović, syn Simy Milutinovića-Sarajlije. Mělo dosahovat nemalého významu; po Berlínském kongresu se však hranice Černé Hory značně rozšířily a země tak získala jiná města (Podgorica, Nikšić), která ve svém významu Danilovgrad velmi rychle předčila.
V roce 1897 získal Danilovgrad vlastní vodovod, jehož výstavbu financoval profesor moskevské univerzity Grigorij Antonovič Zachrin. Od roku 1948 má i železniční napojení díky trati Podgorica–Nikšić, která město obchází ze severní strany.
V 30. letech 20. století měl Danilovgrad již okolo tisíce obyvatel. V roce 1991 žilo ve městě 4497 obyvatel.
V roce 1999 během Operace Spojenecká síla bombardovala vojska NATO kasárny v Danilovgradu jihozápadně od centra města.

## Turistika
Nejvýznamnějším turistickým cílem v opštině je Monastir Ostrog, klášter srbské pravoslavné církve ze 17. století.